# Ingleby Gallery
Галерея «Ingleby Gallery» (англ. Ingleby Gallery, Edinburgh) — частная художественная галерея в шотландском городе Эдинбург, открывшаяся в 1998 году; проводит временные выставки как известных, так и начинающих современных художников — активно публикует каталоги; в мае 2018 года открылась в новом здании в историческом центре города — в «Edinburgh Meeting House», построенном в 1834 году и являющемся памятником архитектуры.

## История и описание
Художественная галерея «Ingleby Gallery» была основана в 1998 году — она пытается как «представлять художников международного уровня», так и «представлять и поддерживать художников на более ранних этапах их карьеры»; проводит консультации государственных (муниципальных) властей, частных и корпоративных коллекционеров на тему приобретения произведений искусства и обслуживания уже созданных коллекций.
12 мая 2018 года, в связи с 20-летием своего создания, открыла новую галерею — новое выставочное помещение расположилось в историческом центре Эдинбурга, в здании «Edinburgh Meeting House». Дом, где в XIX веке проходили собрания «гласитов» (или «гласситов») — небольшой шотландской религиозной группы (секты) Шотландии, названной в честь преподобного Джона Гласа (1695—1773); группа откололась от Церкви Шотландии в 1732 году. Принцип их веры заключался в том, что «слово Господа» было точно таким, как записано в Священных Писаниях (прежде всего, в Библии): в частности поэтому здание, где они собирались, никогда не было формально освящено — так как в Библии, по их версии, нет упоминаний о подобном ритуале. Точно так же они не проводили свадьбы, похороны и крещения; сторонники Гласа часто пели псалмы, но никогда не исполняли религиозные гимны. В местах их собраний («храмах») не было специальных украшений, в них также не размещались каких-либо произведения искусства.
Современный «Эдинбургский дом собраний» был построен по проекту шотландского архитектора Александра Блэка (1790—1858) в 1834 году — через год, к моменту окончания строительства, оно стала самым крупным и наиболее «проработанным» из примерно трёх десятков подобных домов на территории Шотландии. Среди местного населения здание, сегодня входящее в список памятников архитектуры высшей категории, было известно как «Kale Kirk» — в связи с массовым потреблением супа из капусты, подававшего во время ежедневных служб гласитов.
Последняя служба состоялась в «храме» в ноябре 1989 года: с тех пор будущее здании галереи находилось в ведении фонда охраны Кокбернского заповедника, а затем — перешло в ведение Шотландского фонда исторических зданий. В период с 1991 по 2012 здесь размещалось шотландское общество «Architectural Heritage Society of Scotland» (AHSS). Галерея «Ingleby Gallery» получило «необычное» здание в своё распоряжение как часть проекта по возвращению памятников архитектуры в общественное пользование. В 2019 году в галерее прошла временная выставка современного британского художника Чарльза Эйвери (род. 1973) «Charles Avery — The Gates of Onomatopoeia».